# Dwanaście okrążeń
Dwanaście okrążeń (oryg. Motocrossed, 2001) – amerykański film familijny. Premiera filmu w Polsce odbyła się 4 lipca 2009 z lektorem na Disney Channel i 28 grudnia 2010 z dubbingiem na Disney XD.
Film jest emitowany za pośrednictwem telewizji Disney Channel i Disney XD.

## Fabuła
Kiedy tuż przed zawodami 15-letni Andrew Carson, ścigając się ze swoją siostrą bliźniaczką Andreą łamie nogę, dziewczyna w jego zastępstwie postanawia wziąć udział w wyścigu o mistrzostwo. Andrea obcina włosy, zakłada kurtkę z ochraniaczami i staje do zawodów. Ale dwóch rzeczy nie udaje jej się przewidzieć - że zakocha się w jednym z rywali i że ojciec, który jest menadżerem syna dowie się o jej tajnym planie. 

## Obsada
- Alana Austin jako Andrea 'Andy' Carson
- Riley Smith jako Dean Talon
- Mary-Margaret Humes jako Geneva Carson
- Trever O’Brien jako Andrew Carson
- Timothy Carhart jako Edward Carson
- Scott Terra jako Jason Carson
- Michael Cunio jako Rene Cartier
- Mark Curry jako Bob Arness
- Katherine Ellis jako Faryn Henderson
- A.J. Buckley jako Jimmy Bottles

## Polski dubbing
Wersja polska: SDI Media Polska

Reżyseria: Agnieszka Zwolińska

Dialogi: Aleksander Jaworowski

Lektor: Artur Kaczmarski

Wystąpili:
- Lena Frankiewicz - Andrea
- Michał Podsiadło - Andrew
- Agnieszka Kunikowska - Geneva
- Miłogost Reczek - Edward
- Miłosz Konkel - Jason
- Paweł Ciołkosz - Dean
- Grzegorz Kwiecień
- Piotr Bajtlik
- Joanna Pach
- Krzysztof Cybiński
- Maria Niklińska
- Grzegorz Drojewski
- Piotr Bąk
- Grzegorz Pawlak
- Jakub Szydłowski